# Hoplitozaur
Hoplitozaur (Hoplitosaurus) – rodzaj dinozaura ptasiomiednicznego (Ornithischia) należącego do grupy ankylozaurów (Ankylosauria) i podrodziny Polacanthinae. Dawniej uznawany za synonim Polacanthus, lecz obecnie przywrócony do rangi osobnego rodzaju. Jego nazwa oznacza „hoplicki jaszczur” – od starogreckiej ciężkozbrojnej piechoty, hoplitów.

## Wielkość
Dinozaur ten osiągał długość 5–6 m i wagę 1–1,5 t.

## Występowanie
Hoplitozaur żył około 130 milionów lat temu na terenie obecnej Ameryki Północnej. Jego szczątki znaleziono w stanie Dakota Południowa w Stanach Zjednoczonych.

## Opis
Większy od polakanta dinozaur pancerny. Grzbiet chroniony był wieloma kostnymi tarczami i kolcami – najdłuższymi prawdopodobnie na wysokości barków. Głowa krótka i szeroka, również pokryta pancerzem. Kostne płytki znajdowały się nawet na powiekach. Hoplitozaur miał drobne, liściokształtne zęby, którymi zrywał nisko rosnącą roślinność.

## Filogeneza
Pozycja filogenetyczna hoplitozaura w obrębie Ankylosauria jest niepewna. Kirkland (1998) zaliczył go do rodziny Ankylosauridae i wchodzącej w jej skład podrodziny Polacanthinae, uznając go za bliskiego krewnego rodzajów Polacanthus, Gastonia, Mymoorapelta i być może również Hylaeosaurus. Także Carpenter (2001) uznał hoplitozaura za przedstawiciela Polacanthinae (z tym, że autor ten podnosił tę podrodzinę do rangi odrębnej rodziny Polacanthidae, siostrzanej do Ankylosauridae); z przeprowadzonej przez niego analizy kladystycznej wynika, że hoplitozaur był taksonem siostrzanym do polakanta. Z kolei z analizy kladystycznej przeprowadzonej przez Richarda Thompsona i współpracowników (2012) wynika, że taksony zaliczane do Polacanthinae/Polacanthidae, w tym hoplitozaur, należały do rodziny Nodosauridae. Na drzewie ścisłej zgodności wygenerowanym na podstawie 4248 najbardziej oszczędnych drzew hoplitozaur jest w nierozwikłanej politomii z wszystkimi innymi przedstawicielami Nodosauridae, natomiast na drzewie zgodności wygenerowanym metodą 50% majority rule consensus jest w politomii z rodzajem Gargoyleosaurus i z kladem obejmującym rodzaje Polacanthus, Peloroplites i Gastonia.

## Behawior i etologia
Prawdopodobnie jak większość gatunków ankylozaurów prowadził samotniczy tryb życia. Zasiedlał przypuszczalnie przede wszystkim obrzeża lasów, gdzie mógł znaleźć odpowiednie warunki bytowe – często na terenach nadrzecznych.